# 罗崧发
罗崧发（1914年12月—1985年4月），广东南海人，建筑结构学家，三级教授，主要从事结构力学研究。

## 生平
罗崧发早年就读于广州培英中学；后考入唐山交通大学土木工程专业，于1937年毕业，随后在广州、贵州、广西等地工作，历任湘桂铁路、黔桂铁路工程师等。1946年赴美国普渡大学研究院深造，获土木工程硕士学位。
1950年回国后，任中山大学副教授、土木系代主任，兼任岭南大学、华南联合大学教授。1952年中国高校院系调整时调入华南工学院（现华南理工大学），任土木工程系主任直至逝世:402。1961年获评定为三级教授。1984年被国务院学位委员会批准为博士生导师。1985年4月于广州逝世，临终前十天仍在坚持工作:167。

## 成就
罗崧发长期从事土木工程的教育和研究，率先在中国大陆开展有限单元法和有限条法的研究，1950年代更参与了广州海珠桥扩建工程和茂名石油城等项目的设计。
调入华南工学院后，与蔡益铣等教授在华南工学院调入的各个高等院校土木组的基础上主持成立了土力学与基础工程教研组、土工实验室、材料试验室和结构试验室，并连任土木工程系系主任长达三十年。亦曾先后筹备主持召开了全国结构计算方法会议、国际高层建筑会议、国际有限元法会议和国际小型计算机应用会议:167。

## 社会兼职

### 专业组织
- 中国建筑学会第六届理事及其结构委员会副主任委员
- 广东省建筑学会第四届副理事长及其结构委员会主任委员
- 广东国际经济技术合作总公司高级顾问
- 中国海外建筑总公司顾问
- 华南理工大学建筑设计研究院顾问
- 西安交通大学名誉教授

### 党政组织
罗崧发于1952年加入中国民主同盟，历任民盟华南工学院支部主任委员、总支主任委员, 民盟广州市委委员，民盟广东省委委员、常委。第二、第三、第四、第五届广东省政协委员，1983年4月当选第五届广东省政协常委:99。 

## 译作
- 《有限单元法实用导论》[8]
- 《桥梁工程中的有限条法》[9]